# KAT-TUN III: Queen of Pirates
KAT-TUN III: Queen of Pirates es el tercer álbum de estudio de la boy band japonesa KAT-TUN y fue lanzado en Japón el 4 de junio de 2008 por J-One Records. El álbum se publicó en dos ediciones: la edición limitada viene con cuatro canciones extra, un DVD con una versión extendida del video musical de su sencillo "Don't U Ever Stop" y un cortometraje que narra la realización del vídeo.
KAT-TUN comenzó a lanzar los sencillos del álbum casi un año antes de su publicación, "Yorokobi no Uta", "Keep the Faith" y "LIPS" alcanzaron los número uno de las listas de sencillos de Oricon. El álbum se convirtió en el décimo éxito consecutivo de KAT-TUN desde su debut en 2006 y fue certificado como platinum por la Recording Industry Association of Japan en junio de 2008.
Según Oricon, el álbum es el 35 álbum más vendido en el 2008.

## Lista de pistas
1. "Taboo" (masanco, M.Y) - 3:20
2. "Keep the Faith" (Kyosuke Himuro, SPIN, JOKER, ha-j) - 3:45
3. "Affection ~Mō Modorenai~ (Affection ～もう戻れない～?)" (soba, Erik Lidbom) - 3:34
4. "Hell, No" (Yuki Shirai, Arata Mika, JOKER, Steven Lee, Joey Carbone) - 3:58
5. "Distance" (Gin.K, Erik Lidbom) - 3:08
6. "Mother/Father" (Ami, JOKER, Yoshinao Mikami, a.k.a.) - 4:14
7. "Lips" (Axel-G, JOKER, Yukihide "YT" Takiyama) - 4:16
8. "Yorokobi no Uta (喜びの歌?)" (N.B.Comics, JOKER, zero-rock, Gin.K) - 3:59
9. "un-" (Hidenori Tanaka, Kousuke Noma) - 4:45
10. "Our Story: Prologue (Our Story ～プロローグ～?)" (Narumi Yamamoto, Erik Lidbom) - 3:47
11. "Nannen Tattemo (何年たっても?)" (Erykah, JOKER, Mike Rose, Iwata Masayuki) - 4:56
12. "Shot!"1 (Ami, Yoshinao Mikami, Dreadstore Cowboy) - 3:57
13. "12 o'clock'"1 (a.k.a., JOKER, Mike Rose) - 4:19
14. "Ai no Command (愛のコマンド?)"1 (Akio Shimizu, N.B. Comics, JOKER) - 4:17
15. "Six Senses"1 (JOKER, Kouhei Yokono, peter funk) - 4:39

1Edición Limitada bonus tracks.

DVD Lista de pistas
1. "Don't U Ever Stop: Edición Limitada" (video musical extendido)
2. "Don't U Ever Stop" (making of)